# Стержневая корневая система
Стержневая корневая система — корневая система, у которой хорошо развит главный корень по сравнению с боковыми корнями. Главный корень имеет форму стержня, отсюда и пошло название для такой корневой системы — стержневая.
Главный корень может проникать на значительную глубину, поэтому стержневая корневая система характерна для растений, которые находятся в почвах, где залегают глубокие грунтовые воды (например, в песчаных почвах).
Такой вид корневых систем имеют многие представители двудольных растений, большинство видов деревьев и кустарников, а также многие травянистые растения.